# Oberheim OB-1

L'Oberheim OB-1 est un synthétiseur analogique monophonique programmable, introduit par Oberheim Electronics en 1978. Il s'est vendu à l'origine pour 1 895 $ et a été le premier synthétiseur analogique capable de stocker des patchs. Il remplaçait la génération précédente d'instruments basés sur le SEM (Synthesizer Expansion Module) d'Oberheim et était destiné à être utilisé pour des représentations en direct,.

## Spécifications
L'OB-1 est une version monophonique de l'Oberheim OB-X, avec deux VCO et un filtre passe-bas. Il contenait également un contrôle d'enveloppe pour le filtre et l'amplitude. 

## Dans la culture populaire
Les utilisateurs notables de l'OB-1 étaient le compositeur et musicien Vince Clarke et les groupes Tangerine Dream, Rush et The Grid. En 2014, un reportage sur la station de radio française France Inter a affirmé que l'OB-1 avait été utilisé par l'ingénieur du son de Star Wars Ben Burtt pour créer la voix de R2-D2 et que le nom d'un autre personnage de Star Wars, Obi-Wan Kenobi, provenait d'une translittération de "OB-1". Cependant, Star Wars  est sorti pour la première fois en 1977, un an avant l'OB-1, et la plupart des sources attribuent le synthétiseur ARP 2600 comme étant utilisé pour enregistrer la voix de R2-D2. 